# Iglesia de Santa María (Vitoria)
La Iglesia de Santa María  es un templo parroquial católico de Vitoria (Álava, País Vasco, España) construido en estilo gótico en el siglo XIV y anexo a la Catedral de Santa María, o Catedral Vieja, de la que en origen fue la Capilla de Santiago.

## Historia
La Capilla de Santiago se levantó a principios del siglo XIV aneja al hastial del brazo meridional del transepto, en el lado de la Epístola, con él se comunica a través de una simple puerta. Concebido desde el origen como un espacio de culto independiente, fue costeado en la primera década de 1400 por el mercader D. Martín Fernández de Abaunza, cuyo bulto funerario 
estuvo en el centro de la estancia. Los artistas Diego Ochoa de Araca y Alfonso López de Landa se encargaron de terminar la obra hacia 1419 con la adición de las cubiertas. Consta que en el siglo XVI la Capilla quedó sin culto y pasó a utilizarse como granero, motivando la intervención del Obispo de Calahorra para impedirlo en 1532. En la actualidad funciona como 
parroquia independiente de la Catedral -la cual no celebra culto y pasa por una prolongada fase de rehabilitación-, no obstante portar su misma advocación, Santa María.

## Descripción

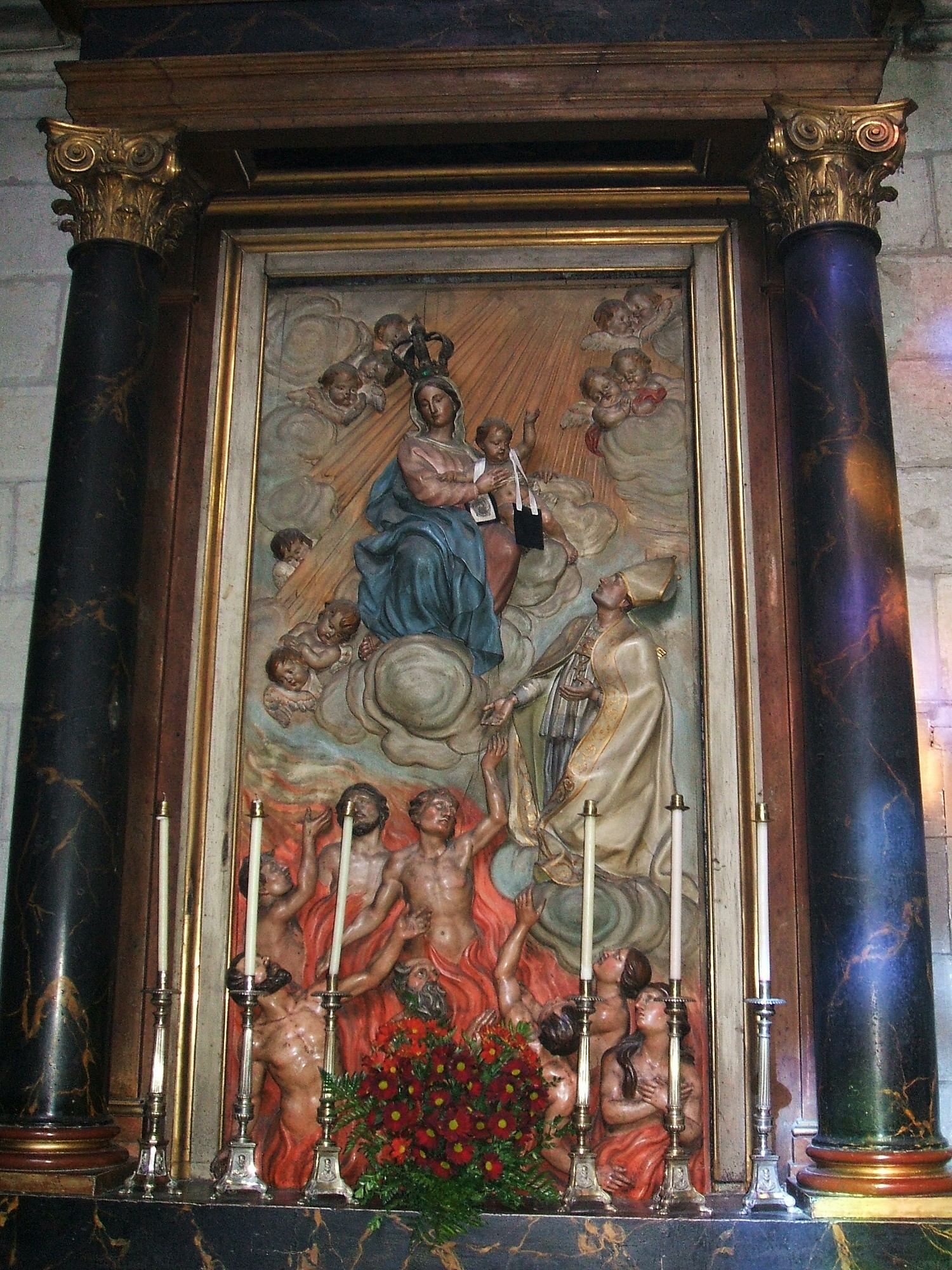
Altar de las Ánimas (s-XIX).

La iglesia presenta planta casi cuadrada de nave única de dos tramos desiguales y cabecera heptagonal, paralela a la de la Catedral, que discurre a su izquierda, cuyos paños apuntados son ocupados por estilizados ventanales con vidrieras. Las capillas y altares laterales se ubican en los espacios entre los contrafuertes, que no se acusan al exterior. La cubierta se 
resuelve con sencillas bóvedas de crucería, y en la Capilla Mayor de la cabecera los plementos de los nervios radiales se horadan con óculos cuatrifoliados. 
En el costado meridional se abren dos amplios ventanales, con tracería en la que se combinan los arcos apuntados y los triángulos curvilíneos, organizándose en el centro de la tracería un gran rosetón en forma de cuadrado curvilíneo en cuyo interior se dispone una cruz griega, con cuatrifolios, trifolios y triángulos curvos, todo dentro de la tradición del siglo XIV y recordando poderosamente al estilo gótico mediterráneo, el catalán particularmente. La puerta de acceso principal, desde la calle, es muy sencilla, en arco apuntado, arquivoltas molduradas y tímpano, que quedó sin decoración escultórica, con tracería. La puerta interior que comunica con la Catedral es un sencillo arco apuntado.

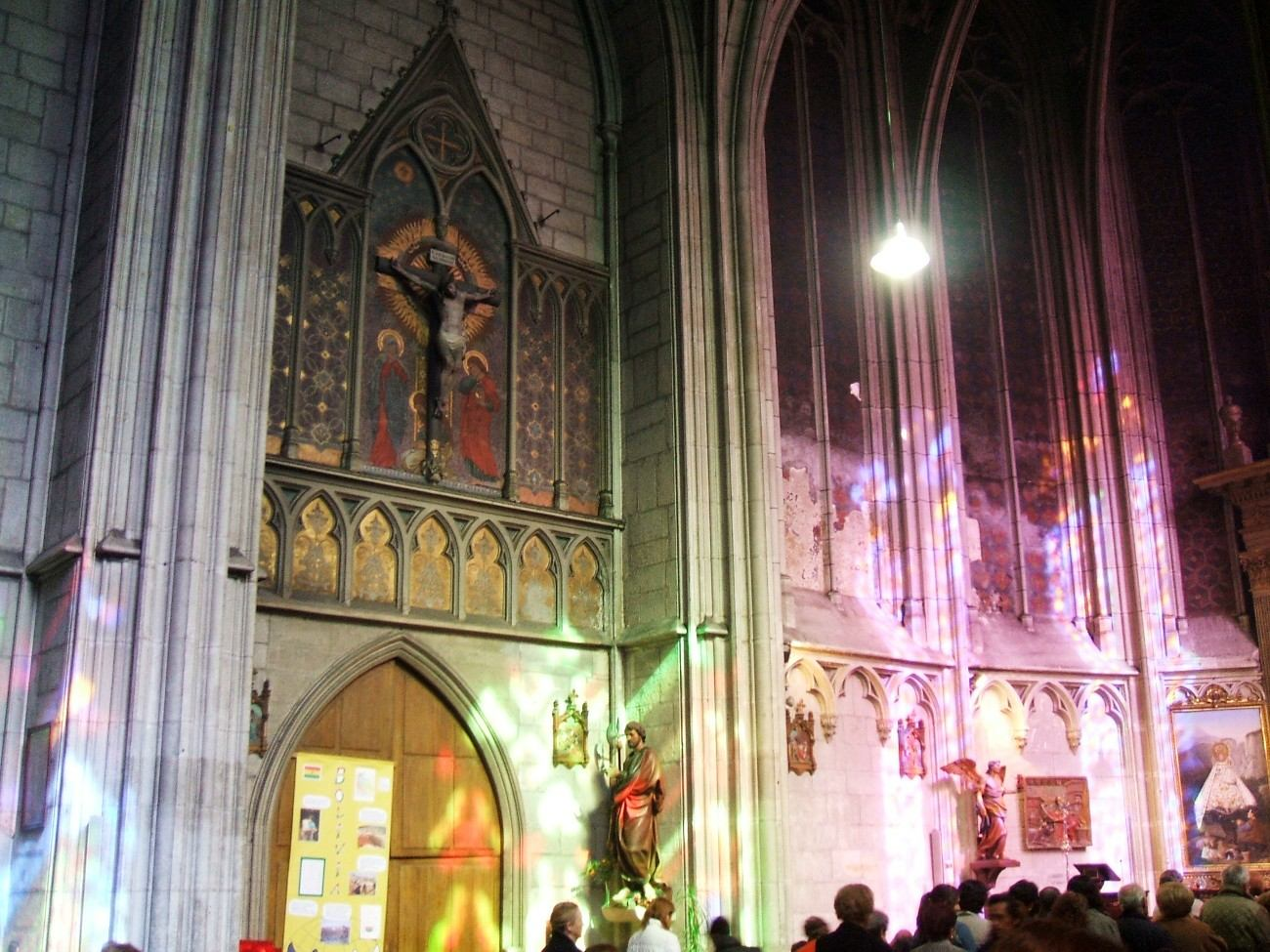
Lado del Evangelio y puerta de comunicación con la Catedral.

Los altares e imágenes son muy posteriores a la construcción de la capilla, no quedando por tanto ningún mobiliario de la primera época. De comienzos del siglo XIX, obra de Mauricio de Valdivielso y Benigno Moraza, es el Altar de las Ánimas con la Virgen, el Niño y un obispo intercesor, probablemente, San Prudencio. Se atribuyen también al imaginero Valdivielso las 
tallas de San Judas Tadeo, la Dolorosa, el Cristo del conjunto del Calvario que decora el lienzo de muro superior a la puerta que comunica con la Catedral y dos ángeles en el presbiterio.
El retablo mayor es obra moderna de inspiración neoclásica que sustituyó a uno anterior, del cual queda una pintura de Santiago Matamoros, de época barroca y forma semicircular, hoy colocada en el ático del retablo moderno. Su único cuerpo acoge las imágenes del Sagrado Corazón de Jesús, la Virgen María y San José con el Niño. Otra pintura de interés se ubica en el Altar de la Dolorosa, atribuida a Matías de Torre y que representa el cuerpo muerto de Cristo mostrado por un ángel. A los lados del altar mayor, dos pinturas: la Virgen de Guadalupe, traída de México, y la Virgen de Aránzazu, moderna. A los pies del templo se emplaza un sencillo coro con pequeña sillería del siglo XIX. Del mismo siglo es la Sacristía y su mobiliario.

## Galería de imágenes

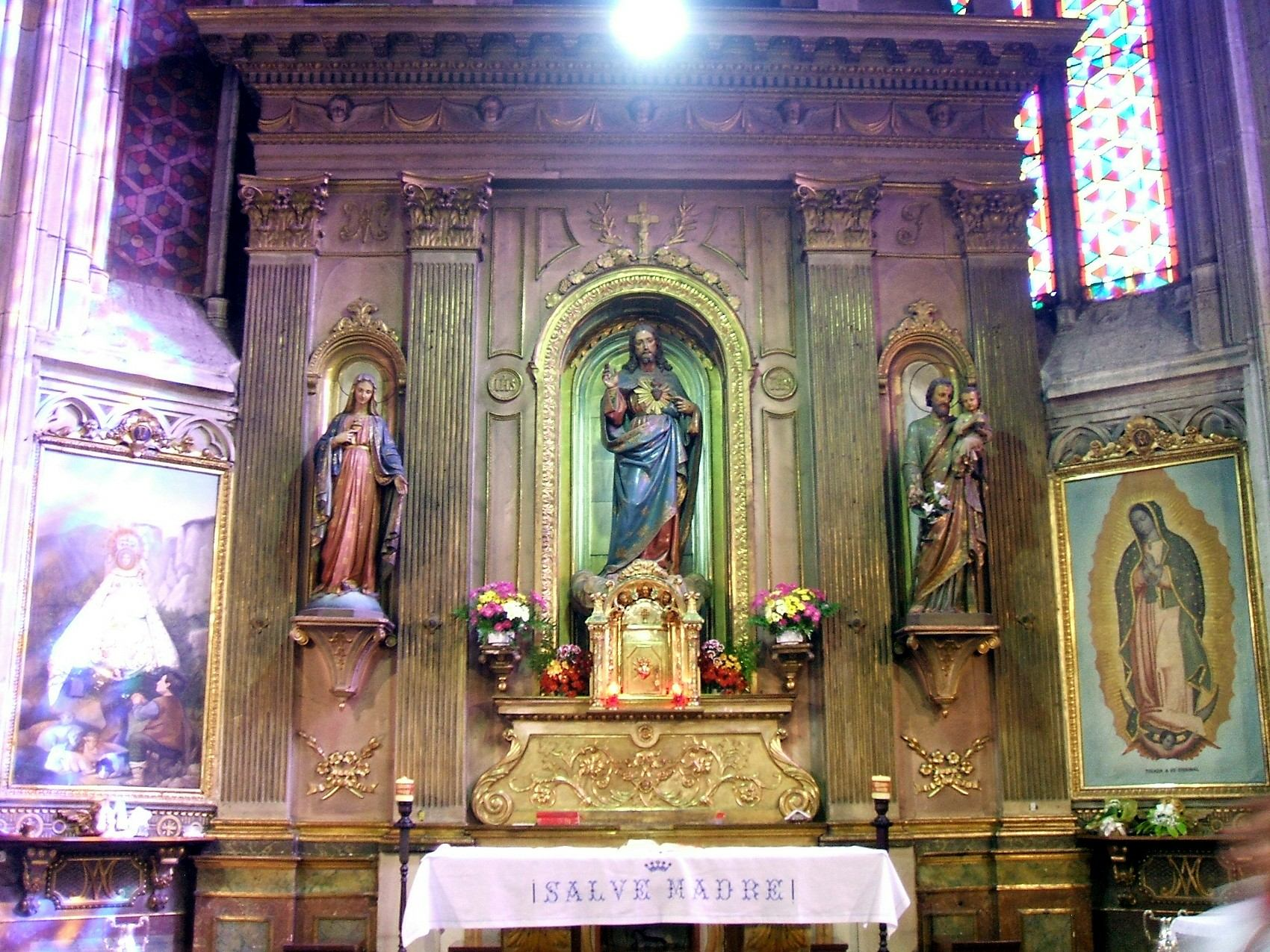
Retablo mayor
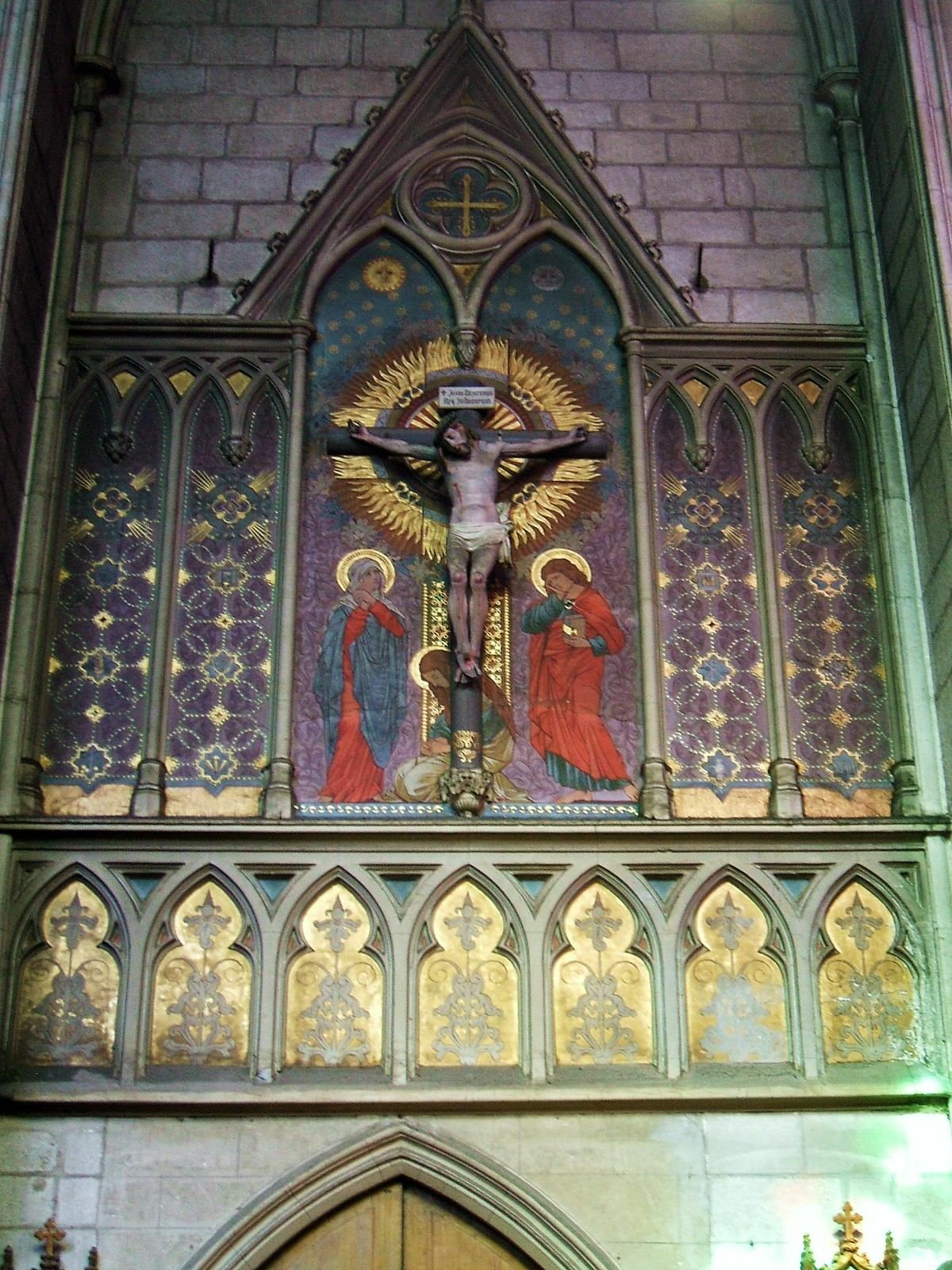
Calvario sobre la puerta de comunicación con la Catedral
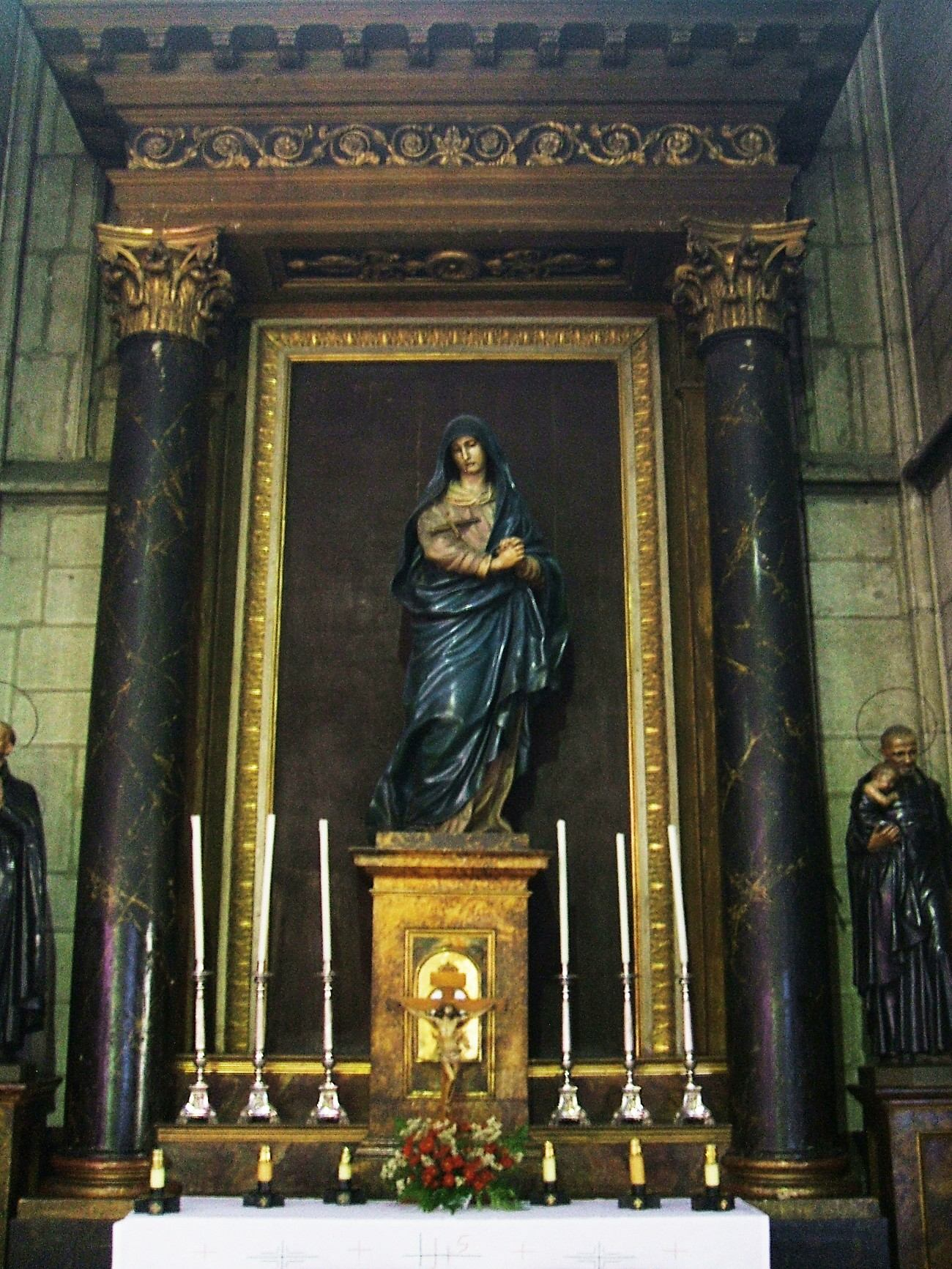
Altar de la Dolorosa
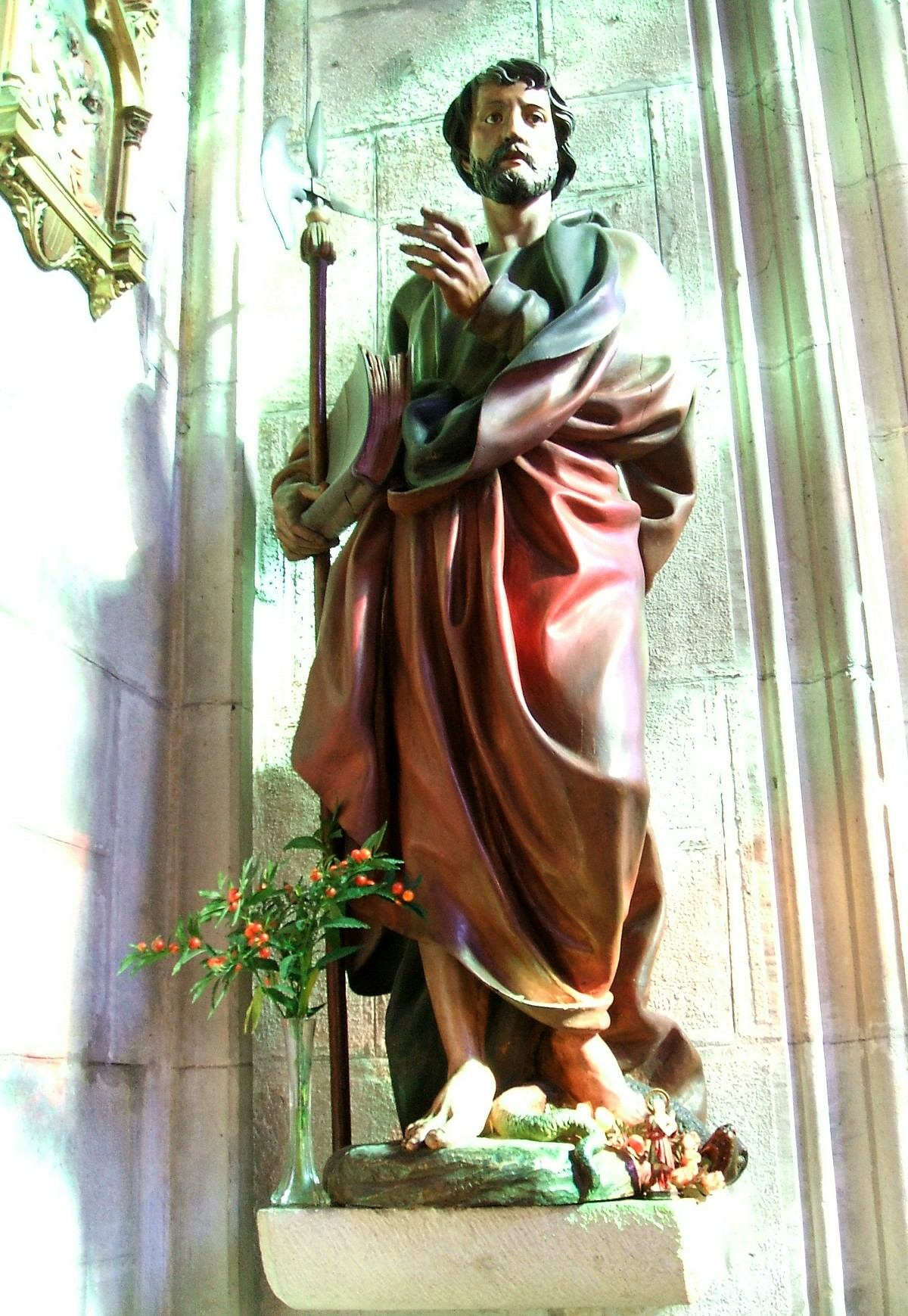
San Judas Tadeo
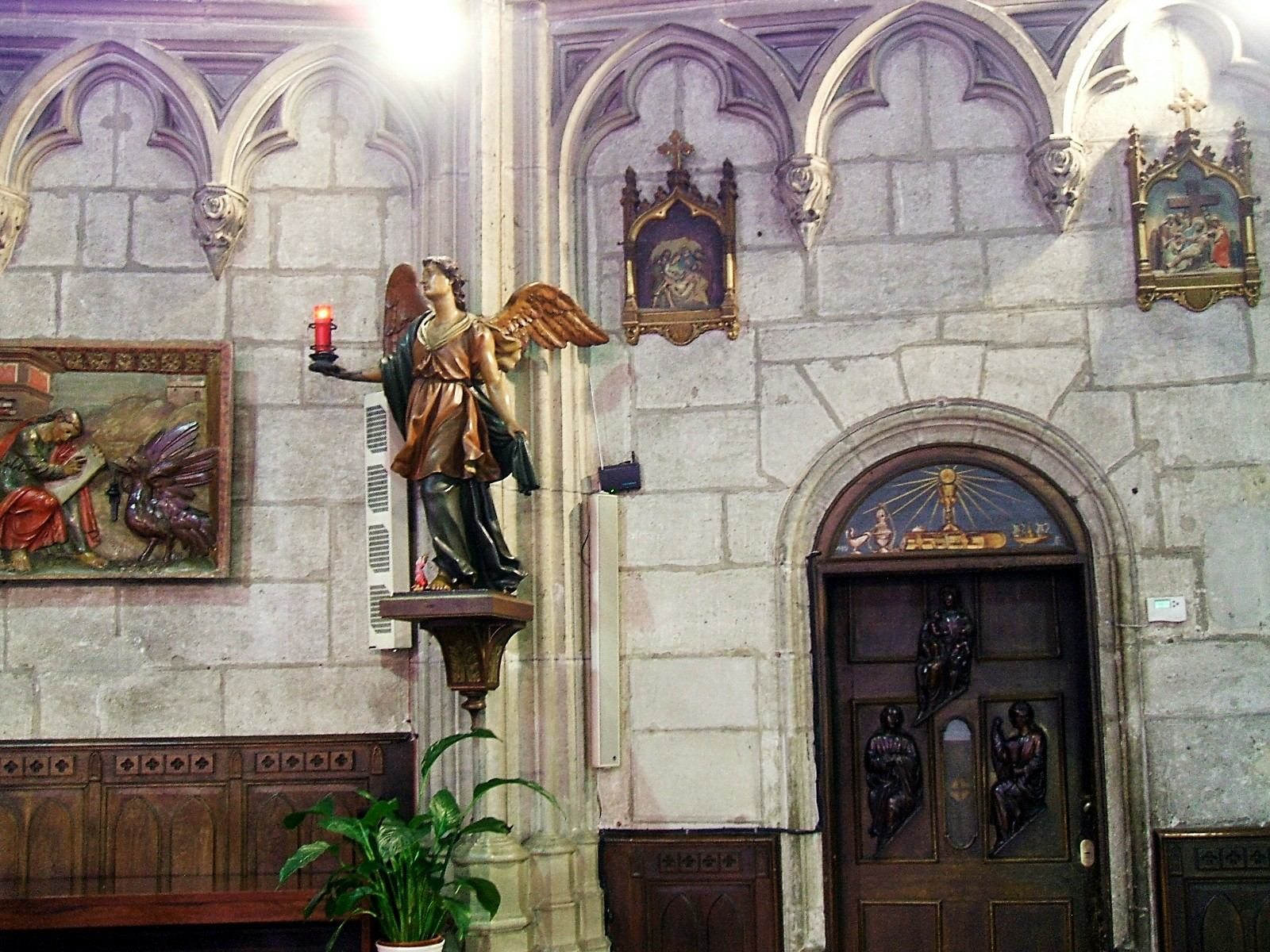
Puerta de la Sacristía